# Majorfalva
Majorfalva (szlovákul: Majer, németül: Mayersdorf) Besztercebánya városrésze, egykor önálló község Szlovákiában, a Besztercebányai kerületben.

## Fekvése
A városközponttól 3 km-re keletre, a Garam jobb partján fekszik.

## Története
A 18. század végén Vályi András így ír róla: „MAJORFALVA. Majersdorf. Tót falu Zólyom Várm. földes Ura a’ Bányászi Kamara, lakosai katolikusok, fekszik Besztercze Bányához közel, és annak filiája, határjának 2/3 részét Garam vize el önti, földgye termékeny, fája van, piatzáról csak 3/4 órányira van.”
Fényes Elek 1851-ben kiadott geográfiai szótárában így ír a faluról: „Majorfalva, Majer, tót falu, Zólyom vmegyében, rónán, ut. posta Beszterczebánya. Határa fekete föld s minden gabonanemre jó, marhatenyésztésre szinte alkalmas; van 12 urb. telke. A Garan a falu mellett folyik el. Lakja 140 evang., 51 kath. Birja a kamara.”
1910-ben 346, túlnyomórészt szlovák lakosa volt. 1920 előtt Zólyom vármegye Besztercebányai járásához tartozott.

## Lásd még
- Besztercebánya
- Foncsorda
- Garamkirályfalva
- Garamsálfalva
- Keremcse
- Kisélesd
- Olmányfalva
- Pallós
- Radvány
- Rakolc
- Rudló
- Szakbény
- Szentjakabfalva
- Szénás
- Zólyomszászfalu